# Барткі (Підляське воєводство)
Барткі (пол. Bartki) — село в Польщі, у гміні Єдвабне Ломжинського повіту Підляського воєводства.
Населення — 64 особи (2011).
У 1975-1998 роках село належало до Ломжинського воєводства.

## Демографія
Демографічна структура станом на 31 березня 2011 року:
|          | Загалом | Допрацездатний вік | Працездатний вік | Постпрацездатний вік |
| -------- | ------- | ------------------ | ---------------- | -------------------- |
| Чоловіки | 34      | 8                  | 24               | 2                    |
| Жінки    | 30      | 5                  | 14               | 11                   |
| Разом    | 64      | 13                 | 38               | 13                   |